# Christian J. Goldsmith
Christian J. Goldsmith (* in München) ist ein Unternehmer, Publizist, Journalist.

## Leben
Nach einem journalistischen und wirtschaftswissenschaftliche Studium war Goldsmith beim Condé Nast Verlag in der Redaktion Männer Vogue (heute GQ – Gentlemen’s Quarterly) tätig. Beim ZDF war er bei dem Aufbau der täglichen Sendung Leute heute beteiligt. Anschließend wechselte in die Formatentwicklung des ZDF.
Im Burda Verlag war er beim Magazin Bunte für den Bereich Genuss/Food verantwortlich und war CvD bei bunte.de.
Goldsmith veröffentlichte im TreTorri-Verlag das Buch California Kitchen – Peace, Love & Food Er ist Jurymitglied und Gastjuror u. a. bei der Sendung MasterChef Deutschland des TV-Senders Sky. Den kulinarischen amerikanischen Traum zeigte er in Enie van de Meiklokjes’ Sendung Sweet & Easy.
Für das Schweizer St.-Moritz-Magazin arbeitet er als Kolumnist. Ferner ist er Mitglied des Advisory Board der teNeues Publishing Group und unterstützt als Mediencoach das Expertenteam von work-munich.
Er ist als Chefredakteur nach seiner Station bei chefstalk.com für die Onlineplattform Chefs & Style verantwortlich und Co-Gründer des Food-Labs GG.